# Dicranota fumicostata
Dicranota fumicostata är en tvåvingeart som beskrevs av Alexander 1935. Dicranota fumicostata ingår i släktet Dicranota och familjen hårögonharkrankar. Inga underarter finns listade i Catalogue of Life.